# IRF3
Регуляторный фактор интерферона 3, известный также как IRF3 — один из регуляторных факторов интерферонов.

## Функция
IRF3 является членом семейства регуляторных факторов транскрипции (IRF) интерферонов. IRF3 был первоначально обнаружен в гомологах IRF1 и IRF2. IRF3 был дополнительно охарактеризован и, как было выявлено, содержит несколько функциональных доменов, в том числе домен ядерного экспорта сигнала, ДНК-связывающий домен, ассоциацию с С-концевой областью МАФ и несколько регуляторных фосфорилированных сайтов. IRF3 находится в неактивной цитоплазматической форме, при серин/ треонин-фосфорилировании образует комплекс с CREBBP Этот комплекс транслоцируется в ядро и активирует транскрипцию интерферонов альфа и бета, а также других интерферон-индуцированной генов.
IRF3 играет важную роль в системе врожденного иммунного отклика на вирусную инфекцию. Были найдены агрегатированные MAVS, чтобы активировать димеризацию IRF3.

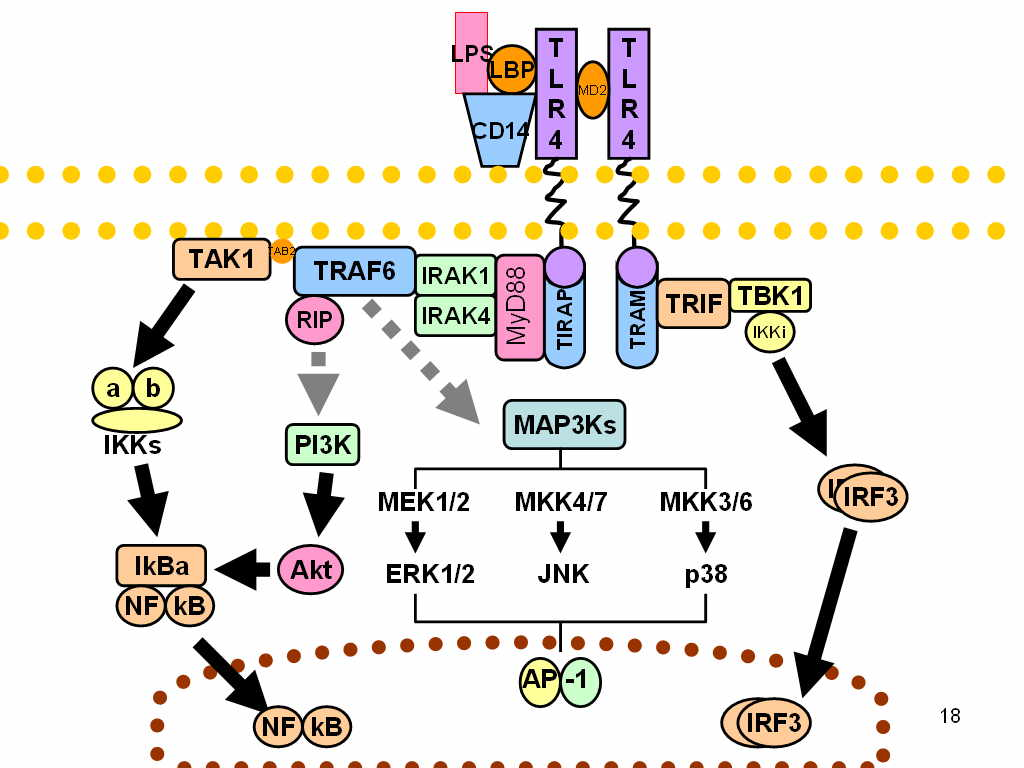
Сигнальный путь толл-подобных рецепторов. Пунктирные серые линии представляют неизвестные ассоциации

## Взаимодействия
IRF3 было показано, взаимодействуют с IRF7.